# Modesto Graneros
Modesto Graneros (ur. 11 listopada 1978) – argentyński zapaśnik walczący w obu stylach. Zajął ósme miejsce na igrzyskach panamerykańskich w 2007. Piąty na mistrzostwach panamerykańskich w 2005. Złoty medalista igrzysk Ameryki Południowej w 2002 roku.